# Jugo

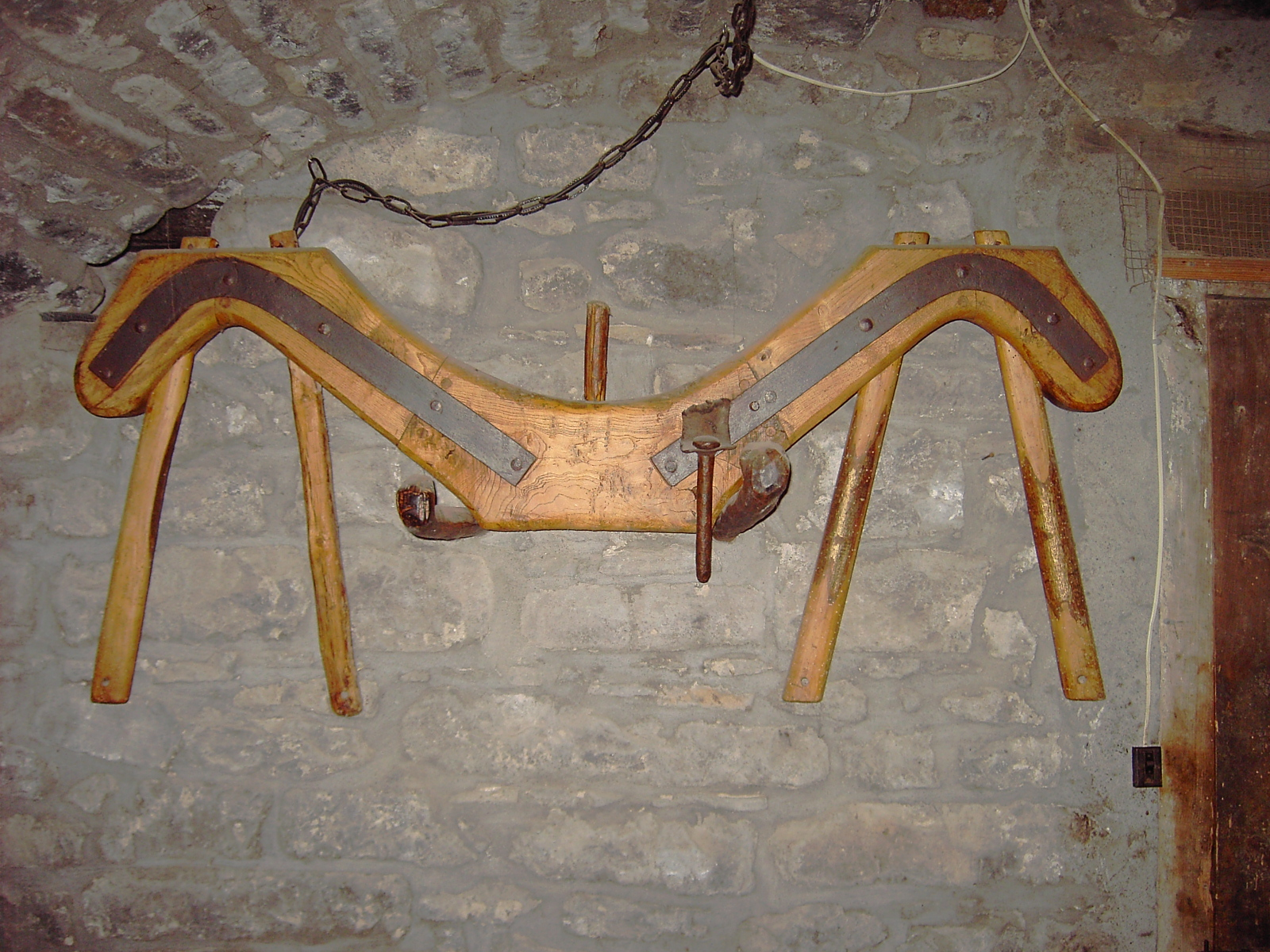
Jugo para um par de bois

Um jugo, parelha ou canga é uma peça de madeira encaixada sobre a cabeça dos bois para que possam ser atrelados a uma carroça ou a um arado. 
O jugo foi fundamental para os sistemas agrícolas arcaicos, permitindo o melhor aproveitamento da força física dos bovinos para realização de trabalho no campo (arar, puxar carroças/carros de boi etc.)

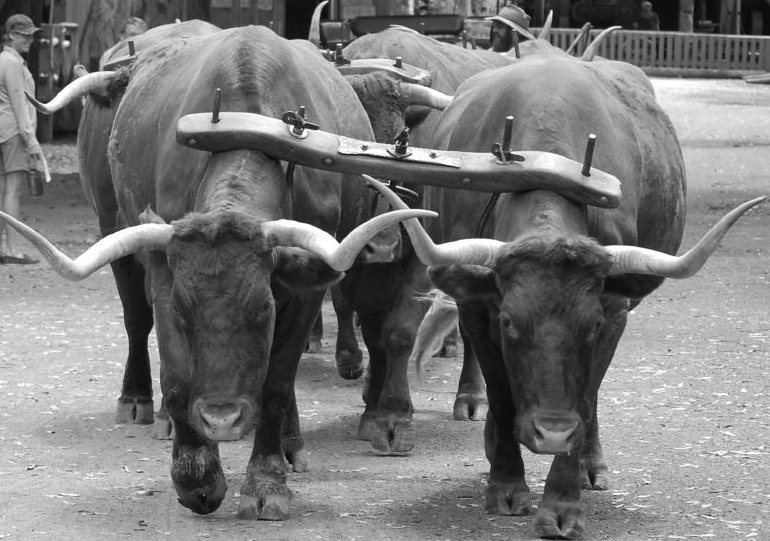
Uma parelha em uso

As cangas devem ser utilizadas com animais de igual condição e constituição físicas e adequadas ao tipo de trabalho que vão realizar. Para os carros de uma junta utiliza-se bois de tranco, isto é, pesados para frear o carro nas descidas e ágeis para a arrastá-lo nas subidas.
Quando se atrelam várias parelhas a um carro, a ligação entre elas se faz por meio de tiradeiras - pedaços de corda de couro ou correntes, com um gancho em cada ponta.
Para manter as parelhas de bois juntas e ligadas ao varal usa-se a canga - uma pesada peça de madeira que se encaixa no cangote dos animais e é presa sob o pescoço por uma tira de couro trançado, a brocha. Por magoar o dorso dos animais, a canga só é usada para transportar cargas muito pesadas. A carga mais leve permite o uso do jugo, que é bem menor e funciona atado aos chifres dos bois por meio da conjunta - uma corda achatada de couro.